# Mitsuokella multacida
Mitsuokella multacida è una specie di batterio appartenente alla famiglia delle Acidaminococcaceae.